# Dobra informacyjne
Dobra informacyjne – dobra mogące być świadczone drogą komunikacji elektronicznej (np. za pośrednictwem internetu). Stanowią one zazwyczaj przedmioty własności intelektualnej.

## Opis
Do dóbr informacyjnych zalicza się między innymi: programy komputerowe, bazy danych, hosting, outsourcing oparty na komunikacji elektronicznej oraz usługi polegające na płatnym dostarczaniu treści, w tym informacyjnych, edukacyjnych, biznesowych, reklamowych oraz należących do sfery szeroko pojętej kultury i sztuki.
Ponieważ dobra informacyjne mają praktycznie zerowe koszty reprodukcji i wysokie koszty wytworzenia mają charakter niekonkurencyjny i niewykluczający. Charakter niewykluczający może być eliminowany przez środki prawne i techniczne. Taki charakter dóbr informacyjnych wymusza nowe rozwiązania ekonomiczne.
Z większością dóbr informacyjnych związane są efekty zewnętrzne sieci, tj. ich nabywcy (użytkownicy) uzyskują większą wartość (korzyści) wraz ze wzrostem zasięgu sieci (liczby jej użytkowników).
Dobra informacyjne bywają chronione nowym prawem podmiotowym (np. ustawa o ochronie baz danych).